# Premis Ondas 2024
Els Premis Ondas 2024 van ser la setanta-unena edició dels Premis Ondas. La llista de premiats va ser donada a conèixer el 23 d'octubre de 2024. Es van presentar 527 candidatures procedents de 15 països de tot el món. La cerimònia d'entrega va tenir lloc al Gran Teatre del Liceu de Barcelona el 14 de novembre de 2024, presentada per José Luis Sastre i Miguel Maldonado sota la direcció de Jordi Rosell i amb les actuacions de Los Chichos, Estopa i l'Orquestra Filharmonia del Conservatori de Música Isaac Albéniz. El premi a la Ràdio en el seu Centenari vol ser un homenatge al treball informatiu en la cobertura de les devastadores conseqüències de la DANA i el recolliren representants de les principals emissores del país.

## Premis Ondas nacionals de ràdio
- Millor programa: Ficción sonora (RNE)
- Millor programa de ràdio de proximitat: Faktoria magazin (Euskadi Irratia) i La ventana de la memoria (Cadena SER Euskadi)
- Millor programació especial: El mar. El mur (3cat) i El asesinato de Kennedy, 60 años después (Onda Cero)
- Millor idea radiofònica: La cena de los idiotés (Cadena SER)
- Trajectòria o millor labor professional: Àngels Barceló
- Millor podcast: La ruina

## Premis Ondas nacionals de publicitat en ràdio
- Millor campanya de ràdio: Superseguridad (Mono per Movistar Prosegur Alarmas)
- Millor agència de ràdio: Pingüino Torreblanca 
  - Menció especial: Campanya Ecoembes Los envases del verano (IProspect)

## Premis Ondas nacionals de televisió
- Millor programa d'entreteniment: La revuelta, amb David Broncano (RTVE)
- Millor programa d'actualitat o cobertura especial: 20 años del 11-M  (RTVE, EiTB i La Sexta)
- Millor presentadora: Isabel Jiménez i Marta Reyero
- Millor sèrie de comèdia: Això no és Suècia de TV3 i RTVE
- Millor sèrie de drama: La Mesías (Movistar+)
- Millor intèrpret masculí en ficció:  Alberto San Juan, per Cristóbal Balenciaga (Disney+)
- Millor intèrpret femenina en ficció: Mónica López, per Rapa (Movistar+)
- Millor documental o sèrie documental: Com caçar un monstre (Amazon Prime Video) i No estás sola: la lucha contra La Manada (Netflix
- Millor contingut de proximitat: Col·lapse (TV3)

## Premis Ondas nacionals de música
- A la trajectòria: Estopa i Los Chichos
- Fenomen musical de l'any: Ginebras
- Millor espectacle, gira o festival: Telefónica 100 live

## Premi Ondas internacional de ràdio
- Wir haben Krieg, die Probe fällt aus - Das Kyiv Symphony Orchestra auf der Suche nach einer zweiten Heimat (Rundfunk Berlin-Brandenburg. Alemanya)

## Premi Ondas internacional de televisió
- Sieben Winter in Teheran de Steffi Niederzoll (Made in Germany Filmproduktion, Gloria Films Production i TS Productions. Alemania)

## Premi Ondas especial del Jurat
- Manuel Alejandro

## Premi Ondas especial de l'organització
- Al conjunt de les emissores de ràdio a Espanya i als seus professionals en la celebració del seu centenari.